# FC Barcelona w sezonie 2012/2013
Sezon 2012/13 był 114. sezonem w historii klubu FC Barcelona i 82. z rzędu sezonem tego klubu w najwyższej klasie hiszpańskiego futbolu. Obejmuje on okres od 1 lipca 2012 do 30 czerwca 2013.

## Przebieg sezonu
Sezon 2012/2013 FC Barcelona rozpoczęła od zmiany trenera. Na odejście z klubu, po 4 latach pracy z sukcesami, zdecydował się trener Pep Guardiola. Jego następcą został Tito Vilanova, dotychczasowy asystent Guardioli. Przed sezonem Barcelona przeprowadziła także kilka transferów. W ramach nich do zespołu dołączyli: Jordi Alba, sprowadzony za 14 milionów euro z Valencii CF a także Alex Song, kupiony z Arsenalu Londyn za 19 milionów euro. Ponadto z zespołu rezerw do pierwszej drużyny awansowali: Marc Bartra, Jonathan dos Santos oraz Martín Montoya. Z wypożyczenia wrócił natomiast Henrique. Zespół definitywnie opuścili: Henrique, który na zasadzie wolnego transferu przeszedł do SE Palmeiras oraz Seydou Keita, który również za darmo odszedł do DL Aerbin. Na roczne wypożyczenia udali się natomiast: Ibrahim Afellay do FC Schalke 04, Andreu Fontàs do RCD Mallorca. Ponadto w styczniu Isaac Cuenca został na pół roku wypożyczony do Ajaksu Amsterdam. 
Przed oficjalnym sezonem Barca rozegrała kilka meczów towarzyskich: z Hamburger SV (wygrana 2:1), Raja Casablanca (wygrana 8:0), Paris Saint-Germain (remis 2:2, wygrana w rzutach karnych 4:1), Manchesterem United (remis 0:0, wygrana w rzutach karnych 2:0) oraz z Dinamo Bukareszt (wygrana 2:0). Podczas meczu z PSG Barca brała udział w turnieju Tournoi de Paris, który ostatecznie wygrała. 20 sierpnia 2012 roku odbył się także coroczny turniej towarzyski Trofeu Joan Gamper, rozgrywany na cześć założyciela FC Barcelony Joana Gampera. Tym razem podczas niego FC Barcelona okazała się gorsza od swojego rywala UC Sampdorii, przegrywając 0:1. 
19 sierpnia 2012 roku, w pierwszym oficjalnym meczu sezonu, FC Barcelona pokonała Real Sociedad 5:1 w 1 kolejce Primera División. W dalszych kolejkach ligowych Barca miała serię zwycięstw. Wygrała wszystkie mecze, aż do pierwszego ligowego El Clásico w sezonie, kiedy to podopieczni Vilanovy zremisowali z Realem 2:2. Jak się później okazało, był to jedyny nie wygrany mecz Barcy w ligowej rundzie jesiennej w tamtym sezonie. Dopiero w 20 kolejce (1 kolejce rundy wiosennej), 19 stycznia 2013 roku Blaugrana przegrała pierwszy ligowy mecz w sezonie, przegrywając z Realem Sociedad 2:3. W rundzie wiosennej Barca straciła więcej punktów niż było to jesienią. Po porażce z Realem Sociedad zremisowała jeszcze spotkania z Valencią CF 1:1, Celtą Vigo oraz Athletikiem Bilbao 2:2 a także przegrała kolejny „klasyk” z Realem 1:2. Pozostałe mecze ligowe na wiosnę Barca wygrała. 11 maja 2013 roku Barcelona zapewniła sobie Mistrzostwo Hiszpanii na 4 mecze przed końcem sezonu. Był to 22 tytuł w historii klubu. Ostatecznie Barcelona zakończyła sezon z rekordowi 100 punktami w lidze. Barca pobiła także swój rekord w ilości zdobytych bramek w sezonie ligowym, dzięki 115 bramkami. 
23 sierpnia 2012 roku Barcelona zmierzyła się z Realem Madryt w pierwszym meczu o Superpuchar Hiszpanii.
Ostatecznie Barca wygrała w tym meczu rozgrywanym na Camp Nou 3:2. W rewanżu lepszy okazał się jednak Real Madryt, wygrywając 2:1 i zdobywając Superpuchar dzięki większej ilości bramek strzelonych na wyjeździe. Tym samym Barca straciła szansę na pierwsze oficjalne trofeum w sezonie. 
W Lidze Mistrzów Barcelona trafiła do grupy G razem z Benfiką Lizbona, Spartakiem Moskwa oraz Celtikiem Glasgow. Po wygranych meczach 3:2 i 3:0 ze Spartakiem, 2:0 z Benfiką i 2:1 z Celikiem a także remisie 0:0 z Benfiką oraz porażce 1:2 z Celtikiem, Bluagrana awansowała do 1/8 finału z 1 miejsca w grupie. W 1/8 Finału Barca zmierzyła się z AC Milanem. W pierwszym meczu w Mediolanie Milan wygrał 2:0. Jednak w rewanżu w Barcelonie Barca wygrała 4:0 i to ona awansowała do ćwierćfinału. W ćwierćfinale Barcelona natrafiła na Paris Saint-Germain. W pierwszym meczu w Paryżu padł remis 2:2, natomiast w rewanżu w Barcelonie remis 1:1. Tym samym Barcelona awansowała do półfinału dzięki większej ilości bramek strzelonych na wyjeździe. W półfinale Barca zmierzyła się z Bayernem Monachium. W pierwszym meczu półfinału Bayern wygrał aż 4:0. W rewanżu ponownie lepszy okazał się niemiecki zespół, który wygrał 3:0 (w dwumeczu 7:0) i awansował do finału, który ostatecznie wygrał. Barcelona natomiast straciła szansę na wygranie Ligi Mistrzów w tym sezonie. 
W 1/16 finału Pucharu Króla Barcelona zmierzyła się z Deportivo Alavés. Po wygraniu w dwumeczu 6:1 (3:0 i 3:1) Blaugrana awansowała do następnej rundy. W 1/8 finału Barca natrafiła na klub Córdoba CF. Wygrywając dwumecz 7:0 (2:0 i 5:0) Barca awansowała do ćwierćfinału. W ćwierćfinale Blaugrana zmierzyła się z klubem Málaga CF. Po remisie 2:2 i wygranej 4:2 (dwumecz 6:4) Barcelona awansowała do kolejnej rundy. W półfinale Barcelona natrafiła na Real Madryt. W pierwszym meczu padł remis 1:1. W rewanżu Barca przegrała 1:3 i straciła szansę na wygranie Pucharu Króla w tym sezonie. 
FC Barcelona brała udział także w turnieju Copa Catalunya. 29 maja 2013 roku, Barca zdobyła to trofeum pokonując RCD Espanyol 4:2 po rzutach karnych (w meczu padł remis 1:1).
19 grudnia 2012 roku ogłoszono, że u trenera Tito Vilanovy zdiagnozowano nawrót choroby nowotworowej, z którą rok wcześniej wygrał walkę. Trener musiał przejść operację a następnie terapię w związku z czym nie mógł prowadzić zespołu w kilku meczach, w trakcie których zastępował go jego asystent Jordi Roura. W sumie takich meczów było 8.
FC Barcelona zakończyła sezon z Mistrzostwem Hiszpanii. Najlepszym strzelcem zespołu został Lionel Messi, który we wszystkich oficjalnych rozgrywkach zdobył 60 bramek. Messi został także najlepszym strzelcem ligi i zdobył Złotego Buta, strzelając 46 bramek w lidze.

## Skład
| Nr | Poz. | Piłkarz          |
| -- | ---- | ---------------- |
| 1  | BR   | Víctor Valdés    |
| 2  | OB   | Dani Alves       |
| 3  | OB   | Gerard Piqué     |
| 4  | PO   | Cesc Fàbregas    |
| 5  | OB   | Carles Puyol ()  |
| 6  | PO   | Xavi             |
| 7  | NA   | David Villa      |
| 8  | PO   | Andrés Iniesta   |
| 9  | NA   | Alexis Sánchez   |
| 10 | NA   | Lionel Messi     |
| 11 | PO   | Thiago Alcântara |

| Nr | Poz. | Piłkarz             |
| -- | ---- | ------------------- |
| 12 | PO   | Jonathan dos Santos |
| 13 | BR   | José Manuel Pinto   |
| 14 | OB   | Javier Mascherano   |
| 15 | OB   | Marc Bartra         |
| 16 | PO   | Sergio Busquets     |
| 17 | NA   | Pedro               |
| 18 | OB   | Jordi Alba          |
| 19 | OB   | Martín Montoya      |
| 21 | OB   | Adriano             |
| 22 | OB   | Éric Abidal         |
| 25 | PO   | Alex Song           |

### Zawodnicy powołani ze składu rezerw
| Nr | Poz. | Piłkarz         |
| -- | ---- | --------------- |
| 27 | NA   | Gerard Deulofeu |
| 28 | PO   | Sergi Roberto   |
| 29 | OB   | Carles Planas   |
| 30 | PO   | Rafinha         |

| Nr | Poz. | Piłkarz        |
| -- | ---- | -------------- |
| 31 | BR   | Oier Olazábal  |
| 32 | BR   | Jordi Masip    |
| 37 | NA   | Cristian Tello |

## Transfery

### Do klubu
| Piłkarz             | Z klubu        | Data transferu   | Kwota transferu        |
| ------------------- | -------------- | ---------------- | ---------------------- |
| Jordi Alba          | Valencia CF    | 1 lipca 2012     | 14 mln €               |
| Marc Bartra         | FC Barcelona B | 1 lipca 2012     | awans z drużyny rezerw |
| Jonathan dos Santos | FC Barcelona B | 1 lipca 2012     | awans z drużyny rezerw |
| Martín Montoya      | FC Barcelona B | 1 lipca 2012     | awans z drużyny rezerw |
| Henrique            | SE Palmeiras   | 1 lipca 2012     | koniec wypożyczenia    |
| Alex Song           | Arsenal FC     | 20 sierpnia 2012 | 19 mln €               |

Źródło:

### Z klubu
| Piłkarz         | Do klubu       | Data transferu       | Kwota transferu          |
| --------------- | -------------- | -------------------- | ------------------------ |
| Henrique        | SE Palmeiras   | 1 lipca 2012         | wolny transfer           |
| Seydou Keita    | DL Aerbin      | 8 lipca 2012         | wolny transfer           |
| Ibrahim Afellay | FC Schalke 04  | 31 sierpnia 2012     | wypożyczenie na sezon    |
| Andreu Fontàs   | RCD Mallorca   | 15 października 2012 | wypożyczenie na sezon    |
| Isaac Cuenca    | Ajax Amsterdam | 31 stycznia 2013     | wypożyczenie na pół roku |

## Sztab szkoleniowy

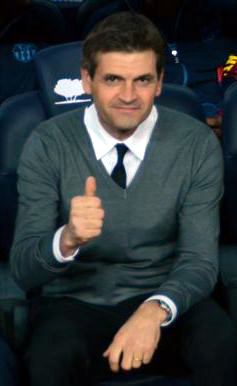
Tito Vilanova, trener klubu w sezonie 2012/13

| Osoba                   | Stanowisko                      |
| ----------------------- | ------------------------------- |
| Tito Vilanova           | Trener                          |
| Jordi Roura             | Asystent trenera                |
| Aureli Altimira         | Trener przygotowania fizycznego |
| Paco Seirul•lo Vargas   | Trener przygotowania fizycznego |
| Edu Pons                | Trener przygotowania fizycznego |
| José Ramón de la Fuente | Trener bramkarzy                |
| Rubén Martinez          | Trener bramkarzy                |
| Juanjo Brau             | Fizjoterapeuta                  |
| Carles Naval            | Delegat                         |

## Mecze
zwycięstwo FC Barcelony
     remis
     zwycięstwo drużyny przeciwnej
| 24 lipca 2012 | Hamburger SV | 1:2   | FC Barcelona            |                                                                  |
| 18:00 CET     | Arslan 20'   | (1:2) | 5' Alves · 38' Deulofeu | Volksparkstadion, Hamburg Widzów: 57 274 Sędzia: Peter Gagelmann |

| 28 lipca 2012 | Raja Casablanca | 0:8   | FC Barcelona                                                                       |                                                               |
| 23:59 CET     |                 | (0:5) | 12', 40' Sánchez · 34', 37', 45' Messi · 58' (k.) Alves · 87' Gómez · 89' Deulofeu | Stade de Tanger, Tanger Widzów: 23 000 Sędzia: Redouane Jeyed |

| Tournoi de Paris 4 sierpnia 2012 | Paris Saint-Germain               | 2:2 k. 1:4    | FC Barcelona                      |                                                             |
| 19:45 CET                        | Ibrahimović 60' (k.) · Camara 82' | (0:1, k. 1:4) | 6' Rafinha · 54' (k.) Messi       | Parc des Princes, Paryż Widzów: 48 712 Sędzia: Saïd Ennjimi |
| 19:45 CET                        | · Hoarau · Gameiro · Armand       | Rzuty karne   | · Messi · Xavi · Fàbregas · Piqué | Parc des Princes, Paryż Widzów: 48 712 Sędzia: Saïd Ennjimi |

| 8 sierpnia 2012 | FC Barcelona   | 0:0 k. 2:0    | Manchester United |                                                      |
| 20:00 CET       |                | (0:0, k. 2:0) |                   | Ullevi, Göteborg Widzów: 47 141 Sędzia: Martin Balko |
| 20:00 CET       | · Xavi · Piqué | Rzuty karne   | · Nani · Young    | Ullevi, Göteborg Widzów: 47 141 Sędzia: Martin Balko |

| 11 sierpnia 2012 | Dinamo Bukareszt | 0:2   | FC Barcelona             |                                                               |
| 19:45 CET        |                  | (0:1) | 4' Messi · 90+2' Afellay | Arena Narodowa, Bukareszt Widzów: 45 000 Sędzia: Cristi Balaj |

| Primera División 119 sierpnia 2012 | FC Barcelona                                      | 5:1   | Real Sociedad |                                                                   |
| 21:00 CET                          | Puyol 4' · Messi 11', 16' · Pedro 41' · Villa 84' | (4:1) | 9' Castro     | Camp Nou, Barcelona Widzów: 57 721 Sędzia: José González González |

| Trofeu Joan Gamper 20 sierpnia 2012 | FC Barcelona | 0:1   | Sampdoria  |                                                                       |
| 22:00 CET                           |              | (0:1) | 1' Soriano | Camp Nou, Barcelona Widzów: 55 498 Sędzia: Fernando Teixeira Vitienes |

| Supercopa España 23 sierpnia 2012 | FC Barcelona                          | 3:2   | Real Madryt                |                                                              |
| 22:30 CET                         | Pedro 56' · Messi 69' (k.) · Xavi 77' | (0:0) | 54' Ronaldo · 84' Di María | Camp Nou, Barcelona Widzów: 91 728 Sędzia: Carlos Clos Gómez |

| Primera División 226 sierpnia 2012 | CA Osasuna   | 1:2   | FC Barcelona   |                                                                          |
| 19:00 CET                          | Llorente 17' | (1:0) | 76', 80' Messi | Estadio El Sadar, Pampeluna Widzów: 15 691 Sędzia: César Muñiz Fernández |

| Supercopa España 29 sierpnia 2012 | Real Madryt               | 2:1   | FC Barcelona |                                                                              |
| 22:30 CET                         | Higuaín 11' · Ronaldo 19' | (2:1) | 45' Messi    | Estadio Santiago Bernabéu, Madryt Widzów: 78 000 Sędzia: Antonio Mateu Lahoz |

| Primera División 32 września 2012 | FC Barcelona | 1:0   | Valencia CF |                                                              |
| 21:30 CET                         | Adriano 23'  | (1:0) |             | Camp Nou, Barcelona Widzów: 76 352 Sędzia: Miguel Pérez Lasa |

| Primera División 415 września 2012 | Getafe CF             | 1:4   | FC Barcelona                                    |                                                                                  |
| 20:00 CET                          | Mascherano 80' (sam.) | (0:1) | 32' Adriano · 74' (k.), 78' Messi · 90+1' Villa | Coliseum Alfonso Pérez, Getafe Widzów: 13 000 Sędzia: Fernando Teixeira Vitienes |

| Liga Mistrzów 19 września 2012 | FC Barcelona               | 3:2   | Spartak Moskwa                |                                                          |
| 20:45 CET                      | Tello 14' · Messi 71', 80' | (1:1) | 29' (sam.) Alves · 58' Rômulo | Camp Nou, Barcelona Widzów: 82 241 Sędzia: Milorad Mažić |

| Primera División 522 września 2012 | FC Barcelona                  | 2:0   | Granada CF |                                                                    |
| 22:00 CET                          | Xavi 87' · Gómez 90+2' (sam.) | (0:0) |            | Camp Nou, Barcelona Widzów: 65 834 Sędzia: Carlos del Cerro Grande |

| Primera División 629 września 2012 | Sevilla FC                   | 2:3   | FC Barcelona                    |                                                                                   |
| 22:00 CET                          | Trochowski 27' · Negredo 48' | (1:0) | 53', 89' Fàbregas · 90+3' Villa | Estadio Ramón Sánchez Pizjuán, Sewilla Widzów: 44 800 Sędzia: Antonio Mateu Lahoz |

| Liga Mistrzów 2 października 2012 | SL Benfica | 0:2   | FC Barcelona              |                                                             |
| 20:45 CET                         |            | (0:1) | 6' Sánchez · 55' Fàbregas | Estádio da Luz, Lizbona Widzów: 63 847 Sędzia: Cüneyt Çakır |

| Primera División 77 października 2012 | FC Barcelona   | 2:2   | Real Madryt      |                                                                    |
| 19:50 CET                             | Messi 31', 60' | (1:1) | 23', 66' Ronaldo | Camp Nou, Barcelona Widzów: 96 589 Sędzia: Carlos Delgado Ferreiro |

| Primera División 820 października 2012 | Deportivo La Coruña                                | 4:5   | FC Barcelona                             |                                                                                   |
| 22:00 CET                              | Pizzi 26' (k.) · Bergantiños 37' · Alba 79' (sam.) | (2:4) | 3' Alba · 8' Tello · 18', 43', 77' Messi | Estadio Municipal de Riazor, La Coruña Widzów: 32 000 Sędzia: José Paradas Romero |

| Liga Mistrzów 23 października 2012 | FC Barcelona             | 2:1   | Celtic      |                                                            |
| 20:45 CET                          | Iniesta 45' · Alba 90+4' | (1:1) | 18' Samaras | Camp Nou, Barcelona Widzów: 77 781 Sędzia: Gianluca Rocchi |

| Primera División 927 października 2012 | Rayo Vallecano | 0:5   | FC Barcelona                                         |                                                                              |
| 22:00 CET                              |                | (0:1) | 20' Villa · 48', 89' Messi · 78' Xavi · 80' Fàbregas | Campo de Fútbol de Vallecas, Madryt Widzów: 14 000 Sędzia: Miguel Pérez Lasa |

| Copa del Rey 1/16 Finału 30 października 2012 | Deportivo Alavés | 0:3   | FC Barcelona                           |                                                                                        |
| 22:00 CET                                     |                  | (0:1) | 40' Villa · 51' Iniesta · 88' Fàbregas | Estadio de Mendizorroza, Vitoria-Gasteiz Widzów: 19 840 Sędzia: José Teixeira Vitienes |

| Primera División 103 listopada 2012 | FC Barcelona                       | 3:1   | Celta Vigo  |                                                                     |
| 18:00 CET                           | Adriano 21' · Villa 26' · Alba 61' | (2:1) | 24' Bermejo | Camp Nou, Barcelona Widzów: 82 978 Sędzia: David Fernández Borbalán |

| Liga Mistrzów 7 listopada 2012 | Celtic                 | 2:1   | FC Barcelona |                                                           |
| 20:45 CET                      | Wanyama 21' · Watt 83' | (1:0) | 90+1' Messi  | Celtic Park, Glasgow Widzów: 58 841 Sędzia: Björn Kuipers |

| Primera División 1111 listopada 2012 | RCD Mallorca                     | 2:4   | FC Barcelona                          |                                                                             |
| 17:50 CET                            | Pereira 55' · Casadesús 58' (k.) | (0:3) | 28' Xavi · 44', 70' Messi · 45' Tello | Iberostar Estadio, Palma Widzów: 23 142 Sędzia: Ignacio Iglesias Villanueva |

| Primera División 1217 listopada 2012 | FC Barcelona              | 3:1   | Real Saragossa |                                                              |
| 20:00 CET                            | Messi 16', 60' · Song 28' | (2:1) | 24' Montañés   | Camp Nou, Barcelona Widzów: 73 428 Sędzia: Miguel Ayza Gámez |

| Liga Mistrzów 20 listopada 2012 | Spartak Moskwa | 0:3   | FC Barcelona               |                                                           |
| 18:00 CET                       |                | (0:3) | 16' Alves · 27', 39' Messi | Stadion Łużniki, Moskwa Widzów: 67 325 Sędzia: Ivan Bebek |

| Primera División 1325 listopada 2012 | Levante UD | 0:4   | FC Barcelona                                |                                                                                 |
| 21:00 CET                            |            | (0:0) | 47', 52' Messi · 57' Iniesta · 63' Fàbregas | Estadio Ciudad de Valencia, Walencja Widzów: 24 234 Sędzia: Pedro Pérez Montero |

| Copa del Rey 1/16 Finału 28 listopada 2012 | FC Barcelona                 | 3:1   | Deportivo Alavés |                                                                    |
| 21:30 CET                                  | Adriano 35' · Villa 56', 59' | (1:1) | 17' Viguera      | Camp Nou, Barcelona Widzów: 57 655 Sędzia: Carlos Velasco Carballo |

| Primera División 141 grudnia 2012 | FC Barcelona                                              | 5:1   | Athletic Bilbao |                                                                |
| 20:00 CET                         | Piqué 22' · Messi 25', 70' · Adriano 45+1' · Fàbregas 57' | (3:0) | 65' Gómez       | Camp Nou, Barcelona Widzów: 68 346 Sędzia: Antonio Mateu Lahoz |

| Liga Mistrzów 5 grudnia 2012 | FC Barcelona | 0:0   | SL Benfica |                                                              |
| 20:45 CET                    |              | (0:0) |            | Camp Nou, Barcelona Widzów: 50 659 Sędzia: Svein Oddvar Moen |

| Primera División 159 grudnia 2012 | Real Betis | 1:2   | FC Barcelona   |                                                                                   |
| 21:00 CET                         | Castro 39' | (1:2) | 16', 25' Messi | Estadio Benito Villamarín, Sewilla Widzów: 46 157 Sędzia: Carlos Velasco Carballo |

| Copa del Rey 1/8 Finału 12 grudnia 2012 | Córdoba CF | 0:2   | FC Barcelona   |                                                                                |
| 20:00 CET                               |            | (0:1) | 11', 74' Messi | Estadio Nuevo Arcángel, Kordoba Widzów: 20 000 Sędzia: Carlos del Cerro Grande |

| Primera División 1616 grudnia 2012 | FC Barcelona                                | 4:1   | Atlético Madryt |                                                              |
| 21:00 CET                          | Adriano 36' · Busquets 45' · Messi 57', 88' | (2:1) | 31' Falcao      | Camp Nou, Barcelona Widzów: 86 637 Sędzia: Miguel Pérez Lasa |

| Primera División 1722 grudnia 2012 | Real Valladolid | 1:3   | FC Barcelona                       |                                                                            |
| 18:00 CET                          | Guerra 89'      | (0:1) | 43' Xavi · 59' Messi · 90+4' Tello | Estadio José Zorrilla, Valladolid Widzów: 24 823 Sędzia: Carlos Clos Gómez |

| Primera División 186 stycznia 2013 | FC Barcelona                               | 4:0   | RCD Espanyol |                                                              |
| 19:00 CET                          | Xavi 10' · Pedro 16', 27' · Messi 29' (k.) | (4:0) |              | Camp Nou, Barcelona Widzów: 73 760 Sędzia: Jesús Gil Manzano |

| Copa del Rey 1/8 Finału 10 stycznia 2013 | FC Barcelona                                   | 5:0   | Córdoba CF |                                                                          |
| 21:30 CET                                | Thiago 17' · Villa 21', 26' · Sánchez 55', 85' | (3:0) |            | Camp Nou, Barcelona Widzów: 37 607 Sędzia: Alejandro Hernández Hernández |

| Primera División 1913 stycznia 2013 | Málaga CF      | 1:3   | FC Barcelona                          |                                                                            |
| 21:00 CET                           | Buonanotte 89' | (0:1) | 27' Messi · 50' Fàbregas · 83' Thiago | Estadio La Rosaleda, Malaga Widzów: 29 323 Sędzia: Carlos Delgado Ferreiro |

| Copa del Rey 1/4 Finału 16 stycznia 2013 | FC Barcelona          | 2:2   | Málaga CF                |                                                                   |
| 21:30 CET                                | Messi 29' · Puyol 30' | (2:1) | 25' Iturra · 89' Camacho | Camp Nou, Barcelona Widzów: 55 151 Sędzia: José González González |

| Primera División 2019 stycznia 2013 | Real Sociedad                                        | 3:2   | FC Barcelona         |                                                                               |
| 18:00 CET                           | Castro 41' · Mascherano 62' (sam.) · Agirretxe 90+1' | (1:2) | 7' Messi · 25' Pedro | Estadio Anoeta, San Sebastián Widzów: 32 076 Sędzia: Alberto Undiano Mallenco |

| Copa del Rey 1/4 Finału 24 stycznia 2013 | Málaga CF                    | 2:4   | FC Barcelona                                   |                                                                        |
| 22:00 CET                                | Joaquín 12' · Santa Cruz 68' | (1:1) | 8' Pedro · 49' Piqué · 76' Iniesta · 80' Messi | Estadio La Rosaleda, Malaga Widzów: 27 099 Sędzia: Antonio Mateu Lahoz |

| Primera División 2127 stycznia 2013 | FC Barcelona                              | 5:1   | CA Osasuna |                                                                       |
| 19:00 CET                           | Messi 11', 28' (k.), 56', 58' · Pedro 41' | (3:1) | 24' Loé    | Camp Nou, Barcelona Widzów: 65 594 Sędzia: Fernando Teixeira Vitienes |

| Copa del Rey 1/2 Finału 30 stycznia 2013 | Real Madryt | 1:1   | FC Barcelona |                                                                            |
| 21:00 CET                                | Varane 82'  | (0:0) | 50' Fàbregas | Estadio Santiago Bernabéu, Madryt Widzów: 78 000 Sędzia: Carlos Clos Gómez |

| Primera División 223 lutego 2013 | Valencia CF | 1:1   | FC Barcelona   |                                                                              |
| 19:00 CET                        | Banega 34'  | (1:1) | 39' (k.) Messi | Estadio Mestalla, Walencja Widzów: 45 000 Sędzia: Fernando Teixeira Vitienes |

| Primera División 2310 lutego 2013 | FC Barcelona                                                               | 6:1   | Getafe CF   |                                                                        |
| 12:00 CET                         | Sánchez 6' · Messi 13' · Villa 58' · Tello 79' · Iniesta 90' · Piqué 90+2' | (2:0) | 83' Vázquez | Camp Nou, Barcelona Widzów: 85 610 Sędzia: Ignacio Iglesias Villanueva |

| Primera División 2416 lutego 2013 | Granada CF | 1:2   | FC Barcelona   |                                                                                    |
| 20:00 CET                         | Ighalo 26' | (1:0) | 50', 73' Messi | Estadio Nuevo Los Cármenes, Grenada Widzów: 21 300 Sędzia: Carlos del Cerro Grande |

| Liga Mistrzów 1/8 Finału 20 lutego 2013 | Milan                     | 2:0   | FC Barcelona |                                                         |
| 20:45 CET                               | Boateng 57' · Muntari 81' | (0:0) |              | San Siro, Mediolan Widzów: 79 532 Sędzia: Craig Thomson |

| Primera División 2523 lutego 2013 | FC Barcelona          | 2:1   | Sevilla FC |                                                                    |
| 22:00 CET                         | Villa 51' · Messi 59' | (0:1) | 41' Botía  | Camp Nou, Barcelona Widzów: 57 629 Sędzia: Carlos del Cerro Grande |

| Copa del Rey 1/2 Finału 26 lutego 2013 | FC Barcelona | 1:3   | Real Madryt                        |                                                                     |
| 21:00 CET                              | Alba 89'     | (0:1) | 13' (k.), 57' Ronaldo · 68' Varane | Camp Nou, Barcelona Widzów: 95 002 Sędzia: Alberto Undiano Mallenco |

| Primera División 262 marca 2013 | Real Madryt            | 2:1   | FC Barcelona |                                                                            |
| 16:00 CET                       | Benzema 6' · Ramos 82' | (1:1) | 18' Messi    | Estadio Santiago Bernabéu, Madryt Widzów: 85 454 Sędzia: Miguel Pérez Lasa |

| Primera División 279 marca 2013 | FC Barcelona            | 2:0   | Deportivo La Coruña |                                                                |
| 20:00 CET                       | Sánchez 37' · Messi 87' | (1:0) |                     | Camp Nou, Barcelona Widzów: 69 748 Sędzia: Pedro Pérez Montero |

| Liga Mistrzów 1/8 Finału 12 marca 2013 | FC Barcelona                           | 4:0   | Milan |                                                          |
| 20:45 CET                              | Messi 5', 40' · Villa 55' · Alba 90+2' | (2:0) |       | Camp Nou, Barcelona Widzów: 94 944 Sędzia: Viktor Kassai |

| Primera División 2817 marca 2013 | FC Barcelona               | 3:1   | Rayo Vallecano |                                                                   |
| 22:00 CET                        | Villa 25' · Messi 40', 56' | (2:0) | 70' Tamudo     | Camp Nou, Barcelona Widzów: 68 197 Sędzia: José González González |

| Primera División 2930 marca 2013 | Celta Vigo            | 2:2   | FC Barcelona          |                                                                   |
| 18:00 CET                        | Insa 38' · Oubiña 88' | (1:1) | 43' Tello · 73' Messi | Estadio Balaídos, Vigo Widzów: 29 000 Sędzia: Antonio Mateu Lahoz |

| Liga Mistrzów 1/4 Finału 2 kwietnia 2013 | Paris Saint-Germain             | 2:2   | FC Barcelona              |                                                               |
| 20:45 CET                                | Ibrahimović 79' · Matuidi 90+4' | (0:1) | 38' Messi · 89' (k.) Xavi | Parc des Princes, Paryż Widzów: 45 336 Sędzia: Wolfgang Stark |

| Primera División 306 kwietnia 2013 | FC Barcelona                              | 5:0   | RCD Mallorca |                                                                  |
| 22:00 CET                          | Fàbregas 20', 37', 46' · Sánchez 22', 38' | (4:0) |              | Camp Nou, Barcelona Widzów: 65 127 Sędzia: César Muñiz Fernández |

| Liga Mistrzów 1/4 Finału 10 kwietnia 2013 | FC Barcelona | 1:1   | Paris Saint-Germain |                                                          |
| 20:45 CET                                 | Pedro 71'    | (0:0) | 50' Pastore         | Camp Nou, Barcelona Widzów: 96 022 Sędzia: Björn Kuipers |

| Primera División 3114 kwietnia 2013 | Real Saragossa | 0:3   | FC Barcelona                |                                                                        |
| 19:00 CET                           |                | (0:2) | 20' Thiago · 39', 53' Tello | La Romareda, Saragossa Widzów: 31 000 Sędzia: David Fernández Borbalán |

| Primera División 3220 kwietnia 2013 | FC Barcelona | 1:0   | Levante UD |                                                                     |
| 20:00 CET                           | Fàbregas 84' | (0:0) |            | Camp Nou, Barcelona Widzów: 70 957 Sędzia: Alberto Undiano Mallenco |

| Liga Mistrzów 1/2 Finału 23 kwietnia 2013 | Bayern Monachium                         | 4:0   | FC Barcelona |                                                               |
| 20:45 CET                                 | Müller 25', 82' · Gómez 49' · Robben 73' | (1:0) |              | Allianz Arena, Monachium Widzów: 68 000 Sędzia: Viktor Kassai |

| Primera División 3327 kwietnia 2013 | Athletic Bilbao           | 2:2   | FC Barcelona            |                                                                      |
| 18:00 CET                           | Susaeta 27' · Herrera 90' | (1:0) | 67' Messi · 69' Sánchez | San Mamés, Bilbao Widzów: 39 750 Sędzia: Ignacio Iglesias Villanueva |

| Liga Mistrzów 1/2 Finału 1 maja 2013 | FC Barcelona | 0:3   | Bayern Monachium                           |                                                          |
| 20:45 CET                            |              | (0:0) | 48' Robben · 72' (sam.) Piqué · 76' Müller | Camp Nou, Barcelona Widzów: 95 877 Sędzia: Damir Skomina |

| Primera División 345 maja 2013 | FC Barcelona                            | 4:2   | Real Betis           |                                                              |
| 21:00 CET                      | Sánchez 9' · Villa 56' · Messi 60', 71' | (1:2) | 2' Pabón · 43' Pérez | Camp Nou, Barcelona Widzów: 68 175 Sędzia: Carlos Clos Gómez |

| Primera División 3512 maja 2013 | Atlético Madryt | 1:2   | FC Barcelona                  |                                                                             |
| 19:00 CET                       | Falcao 51'      | (0:0) | 72' Sánchez · 80' (sam.) Gabi | Estadio Vicente Calderón, Madryt Widzów: 54 851 Sędzia: Pedro Pérez Montero |

| Primera División 3619 maja 2013 | FC Barcelona                    | 2:1   | Real Valladolid |                                                                        |
| 21:00 CET                       | Pedro 21' · Valiente 41' (sam.) | (2:0) | 90' (k.) Pérez  | Camp Nou, Barcelona Widzów: 50 000 Sędzia: Ignacio Iglesias Villanueva |

| Primera División 3726 maja 2013 | RCD Espanyol | 0:2   | FC Barcelona            |                                                                                    |
| 20:00 CET                       |              | (0:1) | 14' Sánchez · 87' Pedro | Estadi Cornellà-El Prat, Barcelona Widzów: 40 500 Sędzia: David Fernández Borbalán |

| Copa Catalunya Finał 29 maja 2013 | RCD Espanyol                         | 1:1 k. 2:4    | FC Barcelona                                |                                                                                   |
| 21:30 CET                         | Sabrosa 19'                          | (1:0, k. 2:4) | 89' Fàbregas                                | Camp d’Esports de Lleida, Lleida Widzów: 12 620 Sędzia: Alfonso Álvarez Izquierdo |
| 21:30 CET                         | · Mubarak · Petrow · Colotto · Verdú | Rzuty karne   | · Xavi · Fàbregas · Piqué · Sánchez · Villa | Camp d’Esports de Lleida, Lleida Widzów: 12 620 Sędzia: Alfonso Álvarez Izquierdo |

| Primera División 381 czerwca 2013 | FC Barcelona                                        | 4:1   | Málaga CF   |                                                              |
| 21:00 CET                         | Villa 3' · Fàbregas 14' · Montoya 16' · Iniesta 52' | (3:0) | 56' Morales | Camp Nou, Barcelona Widzów: 65 727 Sędzia: Miguel Ayza Gámez |

## Bilans meczów oficjalnych

### Statystyki meczów
| Rozgrywki          | Mecze | Wygrane | Remisy | Przegrane | Bramki strzelone | Bramki stracone |
| ------------------ | ----- | ------- | ------ | --------- | ---------------- | --------------- |
| Primera División   | 38    | 32      | 4      | 2         | 115              | 40              |
| Copa del Rey       | 8     | 5       | 2      | 1         | 21               | 9               |
| Liga Mistrzów UEFA | 12    | 5       | 3      | 4         | 18               | 17              |
| Supercopa España   | 2     | 1       | 0      | 1         | 4                | 4               |
| Suma               | 60    | 43      | 9      | 8         | 158              | 70              |

Źródło:

### Bilans meczów przeciwko klubom
| Klub                | Mecze | Wygrane | Remisy | Przegrane | Bramki strzelone | Bramki stracone |
| ------------------- | ----- | ------- | ------ | --------- | ---------------- | --------------- |
| Real Madryt         | 6     | 1       | 2      | 3         | 9                | 12              |
| Málaga CF           | 4     | 3       | 1      | 0         | 13               | 6               |
| Getafe CF           | 2     | 2       | 0      | 0         | 10               | 2               |
| RCD Mallorca        | 2     | 2       | 0      | 0         | 9                | 2               |
| Rayo Vallecano      | 2     | 2       | 0      | 0         | 8                | 1               |
| Córdoba CF          | 2     | 2       | 0      | 0         | 7                | 0               |
| RCD Espanyol        | 2     | 2       | 0      | 0         | 6                | 0               |
| CA Osasuna          | 2     | 2       | 0      | 0         | 7                | 2               |
| Deportivo Alavés    | 2     | 2       | 0      | 0         | 6                | 1               |
| Real Saragossa      | 2     | 2       | 0      | 0         | 6                | 1               |
| Levante UD          | 2     | 2       | 0      | 0         | 5                | 0               |
| Spartak Moskwa      | 2     | 2       | 0      | 0         | 6                | 2               |
| Atlético Madryt     | 2     | 2       | 0      | 0         | 6                | 2               |
| Deportivo La Coruña | 2     | 2       | 0      | 0         | 7                | 4               |
| Real Betis          | 2     | 2       | 0      | 0         | 6                | 3               |
| Real Valladolid     | 2     | 2       | 0      | 0         | 5                | 2               |
| Granada CF          | 2     | 2       | 0      | 0         | 4                | 1               |
| Sevilla FC          | 2     | 2       | 0      | 0         | 5                | 3               |
| Athletic Bilbao     | 2     | 1       | 1      | 0         | 7                | 3               |
| Celta Vigo          | 2     | 1       | 1      | 0         | 5                | 3               |
| SL Benfica          | 2     | 1       | 1      | 0         | 2                | 0               |
| Valencia CF         | 2     | 1       | 1      | 0         | 2                | 1               |
| Real Sociedad       | 2     | 1       | 0      | 1         | 7                | 4               |
| Milan               | 2     | 1       | 0      | 1         | 4                | 2               |
| Celtic              | 2     | 1       | 0      | 1         | 3                | 3               |
| Paris Saint-Germain | 2     | 0       | 2      | 0         | 3                | 3               |
| Bayern Monachium    | 2     | 0       | 0      | 2         | 0                | 7               |

### Bilans meczów przeciwko trenerom
| Trener                | Klub                       | Mecze | Wygrane | Remisy | Przegrane | Bramki strzelone | Bramki stracone |
| --------------------- | -------------------------- | ----- | ------- | ------ | --------- | ---------------- | --------------- |
| José Mourinho         | Real Madryt                | 6     | 1       | 2      | 3         | 9                | 12              |
| Manuel Pellegrini     | Málaga CF                  | 4     | 3       | 1      | 0         | 13               | 6               |
| Unai Emery            | Spartak Moskwa/ Sevilla FC | 3     | 3       | 0      | 0         | 8                | 3               |
| Luis García Plaza     | Getafe CF                  | 2     | 2       | 0      | 0         | 10               | 2               |
| Paco Jémez            | Rayo Vallecano             | 2     | 2       | 0      | 0         | 8                | 1               |
| Rafael Berges         | Córdoba CF                 | 2     | 2       | 0      | 0         | 7                | 0               |
| Javier Aguirre        | RCD Espanyol               | 2     | 2       | 0      | 0         | 6                | 0               |
| José Luis Mendilibar  | CA Osasuna                 | 2     | 2       | 0      | 0         | 7                | 2               |
| Natxo González        | Deportivo Alavés           | 2     | 2       | 0      | 0         | 6                | 1               |
| Manolo Jiménez        | Real Saragossa             | 2     | 2       | 0      | 0         | 6                | 1               |
| Juan Ignacio Martínez | Levante UD                 | 2     | 2       | 0      | 0         | 5                | 0               |
| Diego Simeone         | Atlético Madryt            | 2     | 2       | 0      | 0         | 6                | 2               |
| Pepe Mel              | Real Betis                 | 2     | 2       | 0      | 0         | 6                | 3               |
| Miroslav Đukić        | Real Valladolid            | 2     | 2       | 0      | 0         | 5                | 2               |
| Marcelo Bielsa        | Athletic Bilbao            | 2     | 1       | 1      | 0         | 7                | 3               |
| Jorge Jesus           | SL Benfica                 | 2     | 1       | 1      | 0         | 2                | 0               |
| Philippe Montanier    | Real Sociedad              | 2     | 1       | 0      | 1         | 7                | 4               |
| Massimiliano Allegri  | Milan                      | 2     | 1       | 0      | 1         | 4                | 2               |
| Neil Lennon           | Celtic                     | 2     | 1       | 0      | 1         | 3                | 3               |
| Carlo Ancelotti       | Paris Saint-Germain        | 2     | 0       | 2      | 0         | 3                | 3               |
| Jupp Heynckes         | Bayern Monachium           | 2     | 0       | 0      | 2         | 0                | 7               |
| Gregorio Manzano      | RCD Mallorca               | 1     | 1       | 0      | 0         | 5                | 0               |
| Joaquín Caparrós      | RCD Mallorca               | 1     | 1       | 0      | 0         | 4                | 2               |
| Paco Herrera          | Celta Vigo                 | 1     | 1       | 0      | 0         | 3                | 1               |
| Juan Antonio Anquela  | Granada CF                 | 1     | 1       | 0      | 0         | 2                | 0               |
| Fernando Vázquez      | Deportivo La Coruña        | 1     | 1       | 0      | 0         | 2                | 0               |
| José Luis Oltra       | Deportivo La Coruña        | 1     | 1       | 0      | 0         | 5                | 4               |
| Míchel                | Sevilla FC                 | 1     | 1       | 0      | 0         | 3                | 2               |
| Lucas Alcaraz         | Granada CF                 | 1     | 1       | 0      | 0         | 2                | 1               |
| Mauricio Pellegrino   | Valencia CF                | 1     | 1       | 0      | 0         | 1                | 0               |
| Abel Resino           | Celta Vigo                 | 1     | 0       | 1      | 0         | 2                | 2               |
| Ernesto Valverde      | Valencia CF                | 1     | 0       | 1      | 0         | 1                | 1               |

## Statystyki piłkarzy w oficjalnych meczach

### Statystyki występów i goli
| Piłkarz             | Primera División | Primera División | Copa del Rey | Copa del Rey | Liga Mistrzów UEFA | Liga Mistrzów UEFA | Supercopa España | Supercopa España | Suma  | Suma   |
| Piłkarz             | Mecze            | Bramki           | Mecze        | Bramki       | Mecze              | Bramki             | Mecze            | Bramki           | Mecze | Bramki |
| ------------------- | ---------------- | ---------------- | ------------ | ------------ | ------------------ | ------------------ | ---------------- | ---------------- | ----- | ------ |
| Víctor Valdés       | 31               | 0                | 0            | 0            | 11                 | 0                  | 2                | 0                | 44    | 0      |
| Dani Alves          | 30               | 0                | 6            | 0            | 10                 | 1                  | 1                | 0                | 47    | 1      |
| Gerard Piqué        | 28               | 2                | 4            | 1            | 10                 | 0                  | 2                | 0                | 44    | 3      |
| Cesc Fàbregas       | 32               | 11               | 7            | 2            | 8                  | 1                  | 1                | 0                | 48    | 14     |
| Carles Puyol        | 13               | 1                | 5            | 1            | 4                  | 0                  | 0                | 0                | 22    | 2      |
| Xavi                | 30               | 5                | 5            | 0            | 11                 | 1                  | 2                | 1                | 48    | 7      |
| David Villa         | 28               | 10               | 5            | 5            | 10                 | 1                  | 0                | 0                | 43    | 16     |
| Andrés Iniesta      | 31               | 3                | 5            | 2            | 10                 | 1                  | 2                | 0                | 48    | 6      |
| Alexis Sánchez      | 29               | 8                | 6            | 2            | 9                  | 1                  | 2                | 0                | 46    | 11     |
| Lionel Messi        | 32               | 46               | 5            | 4            | 11                 | 8                  | 2                | 2                | 50    | 60     |
| Thiago Alcântara    | 27               | 2                | 7            | 1            | 2                  | 0                  | 0                | 0                | 36    | 3      |
| Jonathan dos Santos | 3                | 0                | 3            | 0            | 0                  | 0                  | 0                | 0                | 6     | 0      |
| José Manuel Pinto   | 7                | 0                | 8            | 0            | 1                  | 0                  | 0                | 0                | 16    | 0      |
| Javier Mascherano   | 25               | 0                | 6            | 0            | 8                  | 0                  | 2                | 0                | 41    | 0      |
| Marc Bartra         | 8                | 0                | 2            | 0            | 6                  | 0                  | 0                | 0                | 16    | 0      |
| Sergio Busquets     | 31               | 1                | 4            | 0            | 8                  | 0                  | 2                | 0                | 45    | 1      |
| Pedro               | 28               | 7                | 5            | 1            | 10                 | 1                  | 2                | 1                | 45    | 10     |
| Jordi Alba          | 29               | 2                | 4            | 1            | 9                  | 2                  | 2                | 0                | 44    | 5      |
| Martín Montoya      | 15               | 1                | 5            | 0            | 3                  | 0                  | 1                | 0                | 24    | 1      |
| Adriano             | 23               | 5                | 3            | 1            | 6                  | 0                  | 2                | 0                | 34    | 6      |
| Éric Abidal         | 5                | 0                | 0            | 0            | 0                  | 0                  | 0                | 0                | 5     | 0      |
| Alex Song           | 20               | 1                | 5            | 0            | 8                  | 0                  | 1                | 0                | 34    | 1      |
| Gerard Deulofeu (R) | 1                | 0                | 1            | 0            | 2                  | 0                  | 0                | 0                | 4     | 0      |
| Sergi Roberto (R)   | 1                | 0                | 3            | 0            | 1                  | 0                  | 0                | 0                | 5     | 0      |
| Carles Planas (R)   | 0                | 0                | 1            | 0            | 1                  | 0                  | 0                | 0                | 2     | 0      |
| Rafinha (R)         | 0                | 0                | 0            | 0            | 1                  | 0                  | 0                | 0                | 1     | 0      |
| Cristian Tello (R)  | 22               | 7                | 6            | 0            | 4                  | 1                  | 2                | 0                | 34    | 8      |

(R) – piłkarze, którzy nie byli oficjalnie w pierwszej drużynie a jedynie byli powoływani z drużyny rezerw.
Źródło:

### Najlepsi strzelcy
| lp. | Piłkarz            | Primera División | Copa del Rey | Liga Mistrzów UEFA | Supercopa España | Suma |
| --- | ------------------ | ---------------- | ------------ | ------------------ | ---------------- | ---- |
| 1.  | Lionel Messi       | 46               | 4            | 8                  | 2                | 60   |
| 2.  | David Villa        | 10               | 5            | 1                  | 0                | 16   |
| 3.  | Cesc Fàbregas      | 11               | 2            | 1                  | 0                | 14   |
| 4.  | Alexis Sánchez     | 8                | 2            | 1                  | 0                | 11   |
| 5.  | Pedro              | 7                | 1            | 1                  | 1                | 10   |
| 6.  | Cristian Tello (R) | 7                | 0            | 1                  | 0                | 8    |
| 7.  | Xavi               | 5                | 0            | 1                  | 1                | 7    |
| 8.  | Andrés Iniesta     | 3                | 2            | 1                  | 0                | 6    |
| 8.  | Adriano            | 5                | 1            | 0                  | 0                | 6    |
| 10. | Jordi Alba         | 2                | 1            | 2                  | 0                | 5    |
| 11. | Gerard Piqué       | 2                | 1            | 0                  | 0                | 3    |
| 11. | Thiago Alcântara   | 2                | 1            | 0                  | 0                | 3    |
| 13. | Carles Puyol       | 1                | 1            | 2                  | 0                | 2    |
| 14. | Dani Alves         | 0                | 0            | 1                  | 0                | 1    |
| 14. | Sergio Busquets    | 1                | 0            | 0                  | 0                | 1    |
| 14. | Martín Montoya     | 1                | 0            | 0                  | 0                | 1    |
| 14. | Alex Song          | 1                | 0            | 0                  | 0                | 1    |

(R) – piłkarze, którzy nie byli oficjalnie w pierwszej drużynie a jedynie byli powoływani z drużyny rezerw.

## Tabele

### Primera División
| Lp. | Drużyna                 | M  | Z  | R  | P  | Bramki | Bramki | Różn. | Pkt | Uwagi                                       |
| --- | ----------------------- | -- | -- | -- | -- | ------ | ------ | ----- | --- | ------------------------------------------- |
| 1   | FC Barcelona (M)        | 38 | 32 | 4  | 2  | 115    | 40     | +75   | 100 | Liga Mistrzów UEFA • Faza grupowa           |
| 2   | Real Madryt             | 38 | 26 | 7  | 5  | 103    | 42     | +61   | 85  | Liga Mistrzów UEFA • Faza grupowa           |
| 3   | Atlético Madryt1        | 38 | 23 | 7  | 8  | 65     | 31     | +34   | 76  | Liga Mistrzów UEFA • Faza grupowa           |
| 4   | Real Sociedad           | 38 | 18 | 12 | 8  | 70     | 49     | +21   | 66  | Liga Mistrzów UEFA • Runda play-off         |
| 5   | Valencia CF1            | 38 | 19 | 8  | 11 | 67     | 54     | +13   | 65  | Liga Europy UEFA • Faza grupowa             |
| 6   | Málaga CF               | 38 | 16 | 9  | 13 | 53     | 50     | +3    | 57  | Drużyna wykluczona z rozgrywek UEFA2        |
| 7   | Real Betis1             | 38 | 16 | 8  | 14 | 57     | 56     | +1    | 56  | Liga Europy UEFA • Runda play-off           |
| 8   | Rayo Vallecano          | 38 | 16 | 5  | 17 | 50     | 66     | −16   | 53  | Brak licencji na grę w rozgrywkach UEFA3    |
| 9   | Sevilla FC1             | 38 | 14 | 8  | 16 | 58     | 54     | +4    | 50  | Liga Europy UEFA • III runda kwalifikacyjna |
| 10  | Getafe CF               | 38 | 13 | 8  | 17 | 43     | 57     | −14   | 47  |                                             |
| 11  | Levante UD              | 38 | 12 | 10 | 16 | 40     | 57     | −17   | 46  |                                             |
| 12  | Athletic Bilbao         | 38 | 12 | 9  | 17 | 44     | 65     | −21   | 45  |                                             |
| 13  | RCD Espanyol            | 38 | 11 | 11 | 16 | 43     | 52     | −9    | 44  |                                             |
| 14  | Real Valladolid         | 38 | 11 | 10 | 17 | 49     | 58     | −9    | 43  |                                             |
| 15  | Granada CF              | 38 | 11 | 9  | 18 | 37     | 54     | −17   | 42  |                                             |
| 16  | CA Osasuna              | 38 | 10 | 9  | 19 | 33     | 50     | −17   | 39  |                                             |
| 17  | Celta Vigo              | 38 | 10 | 7  | 21 | 37     | 52     | −15   | 37  |                                             |
| 18  | RCD Mallorca (S)        | 38 | 9  | 9  | 20 | 43     | 72     | −29   | 36  | Spadek do Segunda División                  |
| 19  | Deportivo La Coruña (S) | 38 | 8  | 11 | 19 | 47     | 70     | −23   | 35  | Spadek do Segunda División                  |
| 20  | Real Saragossa (S)      | 38 | 9  | 7  | 22 | 37     | 62     | −25   | 34  | Spadek do Segunda División                  |

### Copa del Rey
| Drużyna 1                            | Wynik dwumeczu | Drużyna 2    | Pierwszy mecz | Drugi mecz |
| ------------------------------------ | -------------- | ------------ | ------------- | ---------- |
| Deportivo Alavés                     | 1:6            | FC Barcelona | 0:3           | 1:3        |
| Córdoba CF                           | 0:7            | FC Barcelona | 0:2           | 0:5        |
| FC Barcelona                         | 6:4            | Málaga CF    | 2:2           | 4:2        |
| Real Madryt                          | 4:2            | FC Barcelona | 1:1           | 3:1        |
| Po lewej gospodarz pierwszego meczu. |                |              |               |            |

### Liga Mistrzów UEFA
Grupa G:
| Lp. | Drużyna          | M | Z | R | P | Bramki | Bramki | +/– | Pkt |
| --- | ---------------- | - | - | - | - | ------ | ------ | --- | --- |
| 1   | FC Barcelona (A) | 6 | 4 | 1 | 1 | 11     | 5      | +6  | 13  |
| 2   | Celtic (A)       | 6 | 3 | 1 | 2 | 9      | 8      | +1  | 10  |
| 3   | SL Benfica (LE)  | 6 | 2 | 2 | 2 | 5      | 5      | 0   | 8   |
| 4   | Spartak Moskwa   | 6 | 1 | 0 | 5 | 7      | 14     | −7  | 3   |

|                | BAR | BEN | SPA | CEL |
| -------------- | --- | --- | --- | --- |
| FC Barcelona   | –   | 0:0 | 3:2 | 2:1 |
| SL Benfica     | 0:2 | –   | 2:0 | 2:1 |
| Spartak Moskwa | 0:3 | 2:1 | –   | 2:3 |
| Celtic         | 2:1 | 0:0 | 2:1 | –   |

Faza Pucharowa:
| Drużyna 1                            | Wynik dwumeczu | Drużyna 2    | Pierwszy mecz | Drugi mecz |
| ------------------------------------ | -------------- | ------------ | ------------- | ---------- |
| Milan                                | 2:4            | FC Barcelona | 2:0           | 0:4        |
| Paris Saint-Germain                  | 3:3 (br.wyj.)  | FC Barcelona | 2:2           | 1:1        |
| Bayern Monachium                     | 7:0            | FC Barcelona | 4:0           | 3:0        |
| Po lewej gospodarz pierwszego meczu. |                |              |               |            |

### Supercopa España
| Drużyna 1                            | Wynik dwumeczu | Drużyna 2   | Pierwszy mecz | Drugi mecz |
| ------------------------------------ | -------------- | ----------- | ------------- | ---------- |
| FC Barcelona                         | 4:4 (br.wyj.)  | Real Madryt | 3:2           | 1:2        |
| Po lewej gospodarz pierwszego meczu. |                |             |               |            |